# Yminem
yminem (ユミネム) は日本の女性画家、メイクアップアーティスト、映像クリエイター。東京都出身。

## 人物
JALのグランドホステスからメイクアップアーティストへと転身し、雑誌・TV・広告・ファッションショー等で活躍した異色の経歴を持つ。油絵を趣味としていた母の影響で幼少期から絵を描くのが好きだったこともあり、2011年頃からは本人の作風でもある抽象画を活かし、画家としてアート活動や作品制作を本格的にスタートする。現在では画家・映像クリエイターとして活動の幅を広げている。

## 略歴
2011年頃より画家・現代アーティストとしての活動をはじめ、2018年からは世界各国を旅し、UAEドバイでの展示会や世界最大のドバイ・モールでのworkshopを皮切りにフランス、タイ、アメリカ、オーストラリア等、世界各国でアートを通じた異文化交流事業を展開。バンコクのギャラリーにおいては作品の永久保存、UAE建国記念式典で大使館に絵画を献上するなど国内外を問わず活動している。

## 作風
音から色と形を感じた感覚を抽象的に表現することが多く、活動初期は油絵や点描で作品を制作することが中心だったが、近年では大手企業や有名アーティストへのデジタルアート提供等クリエイティブな分野でもその作風を発揮している。

## 活動
日仏現代国際美術展（2015年）に本選入選、東久邇宮文化褒章（2016年）受賞をはじめ、世界各国でのワークショップや個展開催、川井郁子や羽生結弦などのイベント・ライブ・ショーの映像制作、デジタルアートの提供など多岐に渡る。

## 作品
- スカイアクアリウム夏休みこどもアートワークショップ(六本木ヒルズ)
- 世界こども図画コンテストお絵描きワークショップ(銀座 三越)
- 「かんたん！つけるだけ！オリジナルヘッドアクセサリー」 メイク&挿絵イラスト (マーブルトロン出版）[2]
- 『POCORART展』作品部門入選　展示（Arts Chiyoda 3331)
- 被災地・心の支援『千人仏プロジェクト』木炭画（岩手県大船渡市内仮設住宅）
- TOKYO DESINERS WEEK 2013〜2015 展示(明治神宮外苑前 絵画館前)
- 超だるまさんがころんだ ワークショップ(Roppongi Art night ARK Hills)
- 創作表現者展(scot hall gallery 早稲田)
- スーパー紙デバイス！ワークショップコレクション(青山学院 青山キャンパス）
- WORK SHOP LUMINE meets Art 「月の砂 実験室」(伊藤忠CI PLAZA 外苑前)
- 日仏現代国際美術展 本選 入選  展示(東京都美術館 上野)
- パトロンプロジェクト所属アーティスト（2015年〜）
- 100人 MONROE ART 展 〜MONROEを彩るARTist 100人〜(gallery conceal shibuya）[3]
- キングコング西野亮廣おとぎ町ビエンナーレ 美術制作（伊藤忠 青山アートスクエア）
- コレクター菊池麻衣子推薦作家 ホッとする一緒にいたいアートたち展 (耀画廊    九段下)[4]
- 皇室 東久邇文化褒賞 受賞
- 日仏現代国際美術展 国際公募 入選 展示（国立新美術館 六本木）
- world art dubai 2018 （DUBAI WORLD TRADE CENTER UAE）
- Japan Tide KlRIE pastel stencil art workshop（dubai mall KINOKUNIYA UAE）[5]
- Japan Expo 2018 Paris (Nord Villepinte France)
- Abu Dhabi International Hunting and Equestrian Exhibition ADIHEX（Abu Dhabi National Exhibition Center UAE）